# Karim Ibrahim El-Sayed
Karim Ibrahim El-Sayed, né le 3 février 1986, est un lutteur égyptien pratiquant la lutte gréco-romaine dans la catégorie des moins de 55 kg.

## Carrière
Karim Ibrahim El-Sayed pratique la lutte gréco-romaine dans la catégorie des moins de 55 kg. Il est médaillé d'or aux Championnats d'Afrique 2004 au Caire, aux Championnats d'Afrique 2005 à Casablanca, aux Championnats d'Afrique 2006 à Pretoria, aux Championnats d'Afrique 2007 au Caire ainsi qu'aux Jeux africains de 2007 à Alger.
Il est aussi médaillé d'argent aux Championnats arabes 2012 au Caire dans la catégorie des moins de 60 kg.